# فرانك جي. وايت
فرانك جي. وايت (بالإنجليزية: Frank G. White)‏ هو عسكري أمريكي، ولد في 18 يناير 1910، وتوفي في 24 مارس 2002.